# Henotesia ankaratra
Henotesia ankaratra är en fjärilsart som beskrevs av Ward 1870. Henotesia ankaratra ingår i släktet Henotesia och familjen praktfjärilar. Inga underarter finns listade i Catalogue of Life.